# Головне пасмо Кримських гір

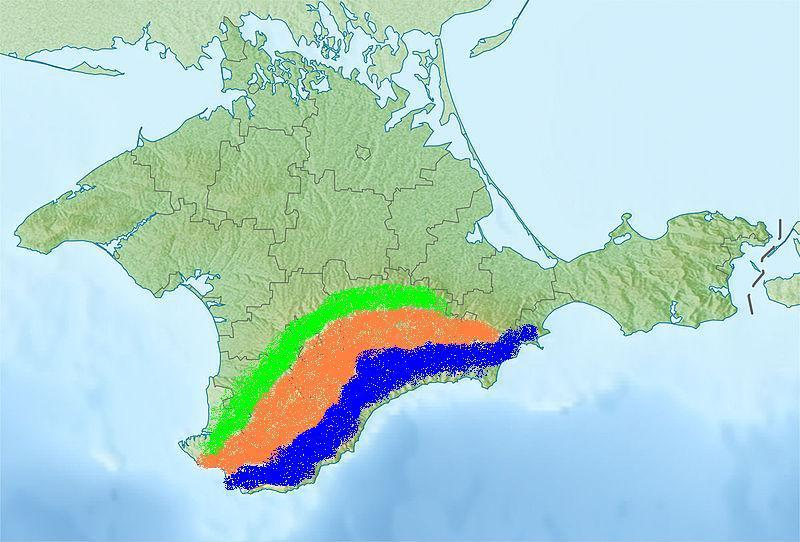
Приблизне розташування трьох пасом Кримських гір на мапі Криму (Головне пасмо відображене синім кольором).

Головне пасмо Кримських гір (крим. Qırım dağlarınıñ baş sırası) — південна, найвища частина Кримських гір. Розташовується між Внутрішнім пасмом на півночі та Південним узбережжям Криму на півдні. Розташоване між мисом Фіолент на заході та мисом Іллі на сході. Довжина 180 км, ширина 15—30 км. Займає площу 1565 км2.
Виділяють три гірські ланцюги: західний (довжина 82 км), східний (64 км) та центральний (34 км). Вони мають різні типи рельєфів.
На захід і схід гряда поступово знижується. На крайньому заході вона закінчується поблизу Балаклави Каранськими висотами (316 м), а на сході — неподалік Феодосії горбистими височинами мису Іллі (310 м). Південні схили здебільшого обривисті, висота вертикальних скель сягає сотень метрів, північні — дещо пологіші, хоча теж доволі круті. Південно-західна і центральна частини пасма формують систему яйл, що йдуть одна за одною і розділені різної глибини улоговинами.
До Головної гряди належать найвищі точки Кримських гір: Роман-Кош (1545 м), Демір-Капу (1540 м), Зейтін-Кош (1537 м; за іншими джерелами — 1534 м), Кемаль-Егерек (1529 м), Еклізі-Бурун (1527 м).

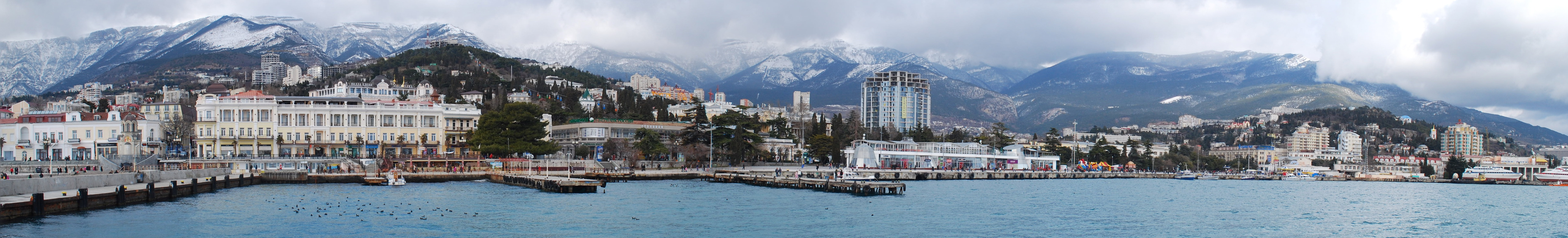
Південні схили Головного пасма Кримських гір (вид з Ялти; фото зроблено на початку березня 2012)

Пасмо складається головним чином із глинистих сланців, пісковиків верхньотріасового-ранньоюрського віку, конгломератів та вапняків юрського та крейдового віку. Корисні копалини представлені флюсовими та мармуровими вапняками.